# 谷口英堂
谷口 英堂（たにぐち えいどう、1864年 - 1933年）は、日本の書家。本名は谷口富太郎。

## 略歴
平井東堂に師事し、書道を学ぶ。青森県の小学校の教員を務め、後に青森師範学校に勤務する。1912年に退職し、書道家としての活動に専念した。

## 家系
谷口家は弘前藩津軽氏に仕え、弘前城築城の際の竿奉行谷口重政の子孫とされる。父は弘前藩士谷口富吉(久列)。息子谷口雲泉(本名俊夫)は東京府立工芸学校の書道教授。墓所は弘前市誓願寺。